# Úrsula Corberó
Úrsula Corberó Delgado (Barcelona, 11 de agosto de 1989) é uma atriz espanhola, mais conhecida por interpretar Silene Oliveira / Tóquio na série de televisão La Casa de Papel.

## Início da vida
Úrsula Corberó Delgado nasceu em Barcelona em 11 de agosto de 1989, filha da lojista Esther Delgado e do carpinteiro Pedro Corberó. Ela é etnicamente catalã, e cresceu em Sant Pere de Vilamajor. Ela tem uma irmã chamada Mónica. Aos seis anos, ela já sabia que queria ser atriz e mais tarde começou a atuar em comerciais. Ela conseguiu seu primeiro papel aos 13 anos e teve aulas de atuação, bem como aulas de Dança flamenca e Jazz.

## Carreira

### 2002-2010: Primeiros trabalhos
Após concluir os estudos, Corberó mudou-se para Madrid para participar da Série de televisão Física o Química. Ela estreou como Maria na série de televisão Mirall Trencat em 2002. Ela apareceu como Sara em Ventdelplà em 2005-06 e na série Cuenta atrás em 2007. Em 2008, ela interpretou Manuela Portillo na série El Internado e começou a trabalhar em a série de televisão Física o Química da Antena 3 até 2010. Sua personagem, Ruth Gomez, sofria de bulimia. A série atraiu muita polêmica, mas Úrsula Corberó foi aclamada pela crítica por sua atuação.

### 2011-2016: Estréia no Cinema e novos projetos
Após deixar Física o Química, em 2011, Úrsula conseguiu um papel principal na série dramática 14 de abril. La República da TVE. A segunda temporada do sériefoi ao ar apenas em novembro de 2018 devido a conflitos políticos com o Partido Popular (Espanha). No mesmo ano de 2011, ela estrelou o filme de terror XP3D ao lado de sua co-estrela de Física o Química e amigo Maxi Iglesias. Apesar de uma campanha de promoção, o filme não conseguiu convencer a crítica.
Em 2012, ela filmou o Telefilme Los días de gloria, que também foi adiado devido a conflitos políticos e foi ao ar em julho de 2013. Em seguida, ela se juntou à terceira temporada da série Gran Reserva da La 1 no papel de Julia Cortazar. No mesmo ano, foi dirigida por Joaquín Oristrell no telefilme catalão Volare. Em seguida, ela participou do filme de terror Afterparty, que também não conseguiu convencer tanto a crítica quanto o público. No final do ano, ela foi para a Colômbia para filmar Crimen con vista al Mar com Carmelo Gómez.

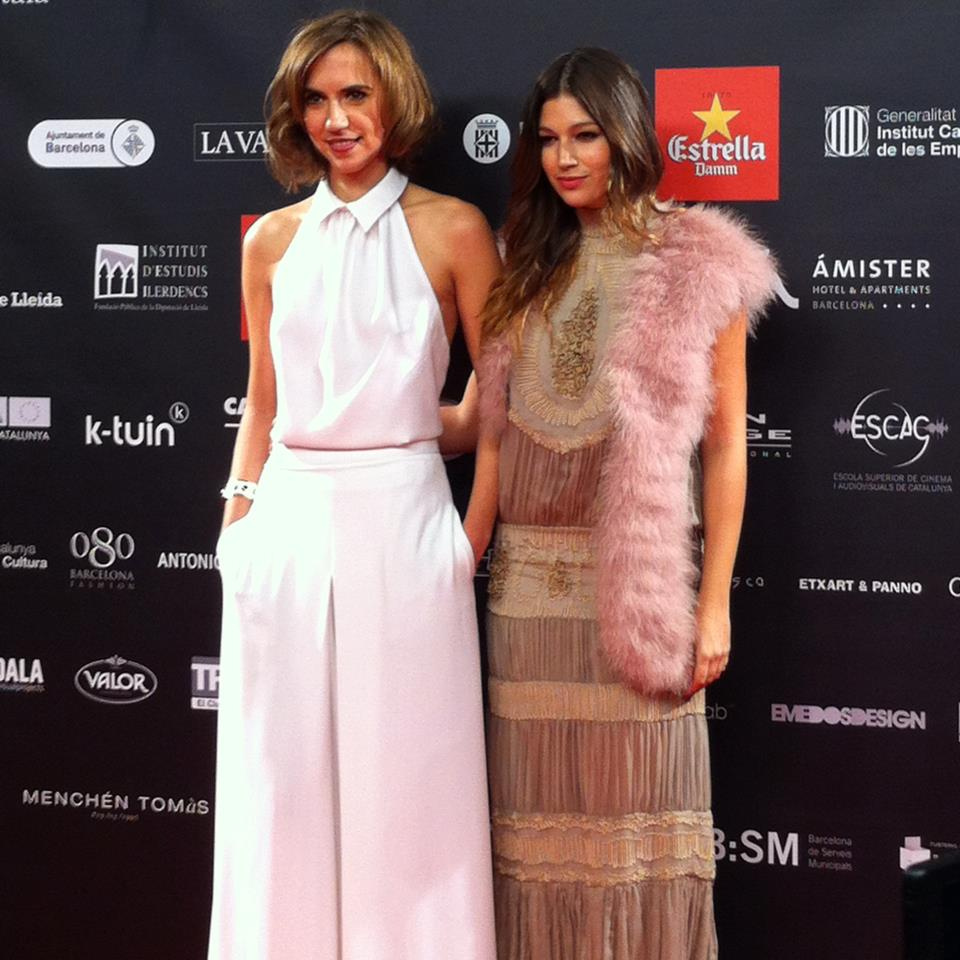
Corberó (direita) com Aina Clotet em 2013

Em 2013, ela estrelou a comédia ¿Quién mató a Bambi? ao lado dos atores Clara Lago e Quim Gutiérrez. O filme foi bem recebido pela crítica e pelo público. No mesmo ano, ela emprestou sua voz para Sam em Tá Chovendo Hambúrguer 2.
Em 2014, interpretou Margarita de Austria na bem-sucedida série histórica Isabel. No mesmo ano, ela se tornou a primeira atriz da história a receber o Prêmio Indomável no Festival de Cinema de Sitges, premiando sua carreira. A revista Men's Health a nomeou a Mulher do Ano, um prêmio que ela recebeu das mãos de sua amiga e lendária atriz, Rossy de Palma.
Em 2015, Corberó foi a Trento filmar La Dama Velata, uma coprodução hispano-italiana estrelada por Miriam Leone, Andrea Bosca e Aura Garrido. No final deste ano, ela interpretou Natalia de Figueroa y Martorell na sitcom espanhola Anclados ao lado da atriz Rossy de Palma.
Em 2016, reprisou seu papel de Margarita de Áustria no filme La corona partida. O filme é uma continuação da série Isabel e Carlos, rey emperador. No mesmo ano, ela repetiu a experiência da dublagem ao emprestar sua voz para Katie em Pets - A Vida Secreta dos Bichos.

### 2017-presente: Sucesso e Reconhecimento internacional
Em 2017, Corberó conseguiu o papel principal na série La Casa de Papel. Ela interpreta Tóquio, a narradora da história, uma assaltante fugitiva que é procurada pelo Professor para participar de seu plano para assaltar à Casa da Moeda da Espanha, em Madrid. Junto com os outros sete ladrões escolhidos para o roubo. Foi ao ar pela primeira vez na Espanha na Antena 3 e depois foi disponibilizado internacionalmente através da Netflix. Pela primeira vez na sua carreira, Úrsula Corberó é aclamada pela crítica e pelo público que vê nesta peça um “antes e depois” da sua carreira, em ruptura com os papéis anteriores. Ela foi indicada para Melhor Atriz em Série de TV no Premios Feroz e ganhou um Atv Award de Melhor Atriz. A série ganhou o prêmio de Melhor Série Dramática no Emmy Internacional 2018. Tornou-se um sucesso mundial e é a série de língua não inglesa mais vista na plataforma.
Em 2018, ela conseguiu seu primeiro papel em inglês na série americana de drama policial Snatch. Ela estrela ao lado dos atores Rupert Grint e Luke Pasqualino.
Em 2020, protagonizou o videoclipe de Un Dia (One Day), canção de J Balvin, Dua Lipa, Bad Bunny e Tainy.
No final de 2019, Corberó foi anunciada para interpretar a vilã Baronesa (G.I. Joe) em G.I. Joe Origens: Snake Eyes, um spin-off da franquia G.I. Joe. O filme, dirigido por Robert Schwentke e estrelado pelos atores Henry Golding, Andrew Koji e Samara Weaving, foi lançado em 23 de julho de 2021 em Dolby Cinema e IMAX. Foi disponibilizado para transmissão no Paramount+ 45 dias após sua estreia nos cinemas.
Em abril de 2022, Corberó se juntou ao elenco do filme de ação Lift, da Netflix, estrelado por Gugu Mbatha-Raw, Kevin Hart, Vincent D'Onofrio e Paul Anderson, entre outros. O filme é dirigido por F. Gary Gray, produzido por Matt Reeves e vai estrear em 25 de agosto de 2023.
Em setembro de 2022, Úrsula Corberó foi anunciada como protagonista da nova minissérie da Netflix, baseada em uma história real, intitulada El cuerpo en llamas. Ela interpretará Rosa Peral, agente da Guarda Urbana e esposa do também agente Pedro Rodríguez, cujo corpo foi encontrado carbonizado em um carro perto de Pantano de Foix em 2017.
Em fevereiro de 2024, a atriz foi confirmada no elenco de O Dia do Chacal, na qual vai contracenar com Eddie Redmayne, vencedor do Oscar por A Teoria de Tudo (2014). A trama dessa série tem como base o livro homônimo famoso de Frederick Forsyth, publicado em 1971, e o filme de mesmo nome, lançado dois anos depois.

## Imagem Pública
Desde outubro de 2018, Úrsula Corberó é a embaixadora da Coleção Fiorever da Bulgari.  Ela tem sido o rosto de várias marcas ao longo dos anos, como Tampax (2011 e 2014), Stradivarius (2014), Maybelline (de 2015 a 2017), Calzedonia (2015) e Falabella (2019). Ela criou a coleção Harajuku para a marca de óculos Multiopticas em 2018.
Em 2020, Corberó posou para o estilista francês Simon Porte Jacquemus durante a campanha #JacquemusAtHome. Em 2021, ela se tornou a embaixadora global da produtora japonesa de cosméticos, Shiseido.
Corberó é considerada um "ícone da moda" e fez sucesso com seu vestido Teresa Helbig, que trazia uma abertura lateral que mostrava a perna, no 30º Prêmio Goya. Ela negou rumores de anorexia, atribuindo seu físico a uma dieta saudável e várias formas de exercício, incluindo Pilates.
Úrsula é etnicamente catalã, mas não tem opinião formada sobre o movimento pelo independentismo catalão. Após o resultado do Referendo sobre a independência da Catalunha em 2017, ela twittou que estava "com o coração partido" pela violência policial que se seguiu.
Em maio de 2018, graças ao sucesso mundial de La Casa de Papel, Úrsula Corberó se tornou a celebridade espanhola mais seguida no Instagram com mais de 5 milhões de seguidores. Atualmente, ela tem mais de 22 milhões de seguidores.

## Vida pessoal
Úrsula Corberó namorou o ator Israel Rodríguez de 2009 a 2011, o tenista Feliciano López por cinco meses em 2011, e o modelo Andrés Velencoso de 2013 a 2015.
Desde 2016, Úrsula Corberó mantém um relacionamento com o ator argentino Chino Darín, que conheceu no set da série La embajada.

## Filmografia

### Filme
| Ano  | Titulo                             | Papel                                   | Diretor              | Notas          |
| ---- | ---------------------------------- | --------------------------------------- | -------------------- | -------------- |
| 2007 | Crónica de una voluntad            | Cova                                    | Julio de la Fuente   | Curta-metragem |
| 2011 | Elsinor Park                       | Lissa                                   | Jordi Roigé          |                |
| 2011 | Paranormal Xperience 3D            | Belén                                   | Sergi Vizcaíno       |                |
| 2011 | Slides                             | A Noiva                                 |                      | Curta-metragem |
| 2013 | Afterparty                         | María/Laura                             | Miguel Larraya       |                |
| 2013 | Crimen con vista al mar            | Sonia Torres                            | Gerardo Herrero      |                |
| 2013 | ¿Quién mató a Bambi?               | Paula Larrea                            | Santi Amodeo         |                |
| 2013 | Tá Chovendo Hambúrguer 2           | Sam                                     | Chris Miller         | Voz            |
| 2015 | Perdiendo el norte                 | Nadia                                   | Nacho G. Velilla     |                |
| 2015 | Cómo sobrevivir a una despedida    | Marta                                   | Manuela Burló Moreno |                |
| 2015 | Secretos de belleza                | Úrsula                                  | Inés de León         | Curta-metragem |
| 2016 | La corona partida                  | Margarida de Áustria, Duquesa de Saboia | Jordi Frades         |                |
| 2016 | Pets - A Vida Secreta dos Bichos   | Katie                                   | Chris Renaud         | Voz            |
| 2017 | Emoji: O Filme                     | Sonrisas                                | Tony Leondis         | Voz            |
| 2017 | Proyecto Tiempo. Parte I: La Llave | Alma                                    | Isabel Coixet        |                |
| 2017 | Muñeca vudú                        | Angie                                   | Inés de León         | Curta-metragem |
| 2018 | El árbol de la sangre              | Rebeca                                  | Julio Medem          |                |
| 2018 | Etiqueta Negra                     | Alex                                    | David Vergés         | Curta-metragem |
| 2021 | G.I. Joe Origens: Snake Eyes       | Baronesa                                | Robert Schwentke     |                |
| 2023 | Lift                               | Camila                                  | F. Gary Gray         |                |

### Televisão
| Ano       | Titulo                          | Papel                                   | Canal            | Notas        |
| --------- | ------------------------------- | --------------------------------------- | ---------------- | ------------ |
| 2002      | Mirall trencat                  | Maria                                   | TV3              | 3 episódios  |
| 2005–2006 | Ventdelplà                      | Sara                                    | TV3              | 7 episódios  |
| 2007      | Cuenta atrás                    | Daniela                                 | Cuatro           | 1 episódio   |
| 2007      | El Internado                    | Manuela Portillo                        | Antena 3         | 1 episódio   |
| 2008–2011 | Física o Química                | Ruth Gómez Quintana                     | Antena 3         | 71 episódios |
| 2011–2019 | 14 de abril. La República       | Beatriz de la Torre                     | La 1             | 30 episódios |
| 2012      | Volare                          | Lila/Malva                              | TV3              | Telefilme    |
| 2013      | Mario Conde, los días de gloria | Paloma Aliende                          | Telecinco        | 2 episódios  |
| 2013      | Gran Reserva                    | Julia Cortázar/Laura Márquez            | La 1             | 8 episódios  |
| 2014      | Isabel                          | Margarida de Áustria, Duquesa de Saboia | La 1             | 7 episódios  |
| 2014      | Con el culo al aire             | Sofía                                   | Antena 3         | 1 episódio   |
| 2015      | Anclados                        | Natalia De Figueroa y Martorell         | Telecinco        | 8 episódios  |
| 2015      | La dama velada                  | Anita                                   | Rai 1            | 5 episódios  |
| 2016      | La embajada                     | Ester Salinas Cernuda                   | Antena 3         | 11 episódios |
| 2017      | ¿Qué fue de Jorge Sanz?         | Ela mesma                               | Movistar+        | 1 episódio   |
| 2017–2021 | La Casa de Papel                | Tóquio (Silene Oliveira)                | Antena 3/Netflix | 41 episódios |
| 2018      | Snatch                          | Inés Santiago                           | Crackle          | 8 episódios  |
| 2019      | Paquita Salas                   | Ela mesma                               | Netflix          | 1 episódio   |
| 2023      | El cuerpo en llamas             | Rosa Peral                              | Netflix          | 8 episódios  |
| 2024      | The Day of the Jackal           | Nuria                                   | Sky/Peacock      | 10 episódios |

### Videoclipes
| Ano  | Artista                                         | Música                      |
| ---- | ----------------------------------------------- | --------------------------- |
| 2000 | Top Junior                                      | Ven, ven, vamonos de fiesta |
| 2008 | Cinco de Enero                                  | El precio de la verdad      |
| 2008 | Despistaos                                      | Física o Química            |
| 2010 | Angy Fernández feat. elenco de Física o Química | Cuando Lloras               |
| 2013 | Auryn                                           | Heartbreaker                |
| 2013 | Pignoise                                        | Lo importante               |
| 2015 | Kiko Veneno feat. Rozalén                       | Mi Querida España           |
| 2018 | C. Tangana                                      | Cuando Me Miras             |
| 2020 | J Balvin, Dua Lipa, Bad Bunny, Tainy            | Un Día (One Day)            |

### Teatro
| Ano  | Título                           | Papel   | Notas           |
| ---- | -------------------------------- | ------- | --------------- |
| 2012 | Perversiones sexuales en Chicago | Deborah | Papel principal |